# Facidina semifimbria
Facidina semifimbria là một loài bướm đêm trong họ Noctuidae.